# ربيعة (سوريا)
ربيعة بلدة سورية شمال شرق مدينة اللاذقية وتبعد عنها بنحو 60 كيلومترا، وهي مركز ناحية تابعة لمنطقة اللاذقية في محافظة اللاذقية. تتميز بطبيعتها التضاريسية المتدرجة وتحيط بها الغابات حيث تقوم على المنحدرات الجبلية عند غابات الفرلق والأحراش القريبة منها ، وتتكون مساكن البلدة على شكل مدرجات جبلية كما تكثر الأنهار بالقرب منها كنهر السامرة ونهر الكبير الشمالي.

## ديمغرافيا البلدة

### السكان
بلغ عدد سكان الناحية 8214 نسمة حسب تعداد عام 2004. أكثرهم عرب من قبائل ربيعة العدنانية التي سميت البلدة باسمها وغالبيتهم من بني حمدان من قبيلة تغلب بن وائل، ويليهم بنو شيبان من قبيلة بكر بن وائل، إضافة إلى الأدارسة الهاشميين من قبيلة قريش الذين قدموا من المغرب الكبير على فترات متباعدة مع الشاوية البربر، وكذلك الزنوج الأفارقة الذين هاجروا كعبيد ويعرفون باسم (السوادنة) نسبة إلى دول غرب أفريقيا التي كانت تعرف بـ (السودان) ولا علاقة لها بدولة السودان الحالية.
ويأتي التركمان في المرتبة الثانية بعد العرب (يطلق التركمان على ربيعة اسم «كبلية» نسبة لعشيرة تركمانية أوغوزية هاجرت إلى البلدة قبل زمن بعيد). إضافة إلى أعداد من الأكراد وقلة من الشركس القفقاسيين والبلقانيين المعروفين باسم (البراغلة) نسبة إلى بلغاريا.

### الدين
من الناحية الدينية فالغالبية الساحقة من سكان البلدة مسلمون كمعظم سكان سورية. لكن يوجد في القرى التابعة للناحية عدد كبير من السكان المسلمين على المذهب السني، في حين يندر تواجد المسيحيين في هذه الناحية.

## النشاط الاجتماعي
يغلب على سكان بلدة ربيعة النشاط الزراعي إضافة إلى الصيد بحكم الطبيعة الغابية الكثيفة للبلدة وجود الغابات بشكل كبير، وتعتبر ربيعة من أخصب المناطق الزراعية في المحافظة كما تعتبر من المزارات الطبيعية المفضلة لكثير من سياح وزوار محافظة اللاذقية خصوصا لقربها من مركز المحافظة وجنال الطبيعة الساحرة و الغابات السورية التي يتخللها الينابيع المتدفقة والأشجار المعمرة وروعة المكان.
لكن سوء استغلال الغابات القريبة منها من السياح والزوار يؤدي في بعض الأحيان إلى حصول تعديات على البيئة كحرائق الغابات التي ابتليت بها البلدة عام 2007 على سبيل المثال .

## حدود الناحية
يحدها من الشمال لواء اسكندرون وناحية كسب ، ومن الغرب ناحيتا قسطل معاف وعين البيضا، ومن الجنوب ناحية البهلولية ومنطقة الحفة، ومن الشرق محافظتا حماة و إدلب .